# Тора Бергер
Тора Бергер норв. Tora Berger Ringerike 18. март 1981 је норвешка биатлонка, олимпијска победница на Зимским олимпијским играма 2010. у Ванкуверу и вишетрука победница у Светског купа.
Одрасла се у планинској општини Лесја у Уплан кантону, а живи у Мера̊керу, у округу Нур-Тренделагу. Њен клуб је Домба̊с, Уплан.
Бергерова се почека бавити скијашким трчањем, да би се касније определила за биатлон. У сезони 1999/00 постаје репрезентативка Норвешке и на Европском првенству за јуниоре освојила је прву медаљу, затим прву медаљу на Светском јуниорском првенству. Следеће сезоне, постиже незнатно слабије резултате, и такмичи се у Европском купу. Тора Бергер је дебитовала у Светском купу у сезони 2002/03, али ни брзином ни пуцањем не постиже високе пласмане. Напорним радом у сезони 2004/05 постиже одређене резултате. У првих двадесет такмичења у Светском куп успела је два пута да се домогне победничког постоља, оба пута у Торину и 17 местом у укупном пласману у Светском купу.
Године 2006. Тора Бергер је освојила прву медаљу на Светском првенству, а до 2009 још четири.
Учествовала је два пута на Зимским олимпијским играма. У Торину 2006. без запаженијих резултата а Ванкуверу 2010. 18. фебруара, она је постала прва жена која је у биатлону освојила олимпијску златну медаљу, а то је била 10 златна медаља у биатлону за Норвешку и 100. златна медаља на Зимским олимпијским играма. Ова историјска медаља је омогућила да Норвешка постане прва земља која је освојила 100 златних медаља на Зимским олимпијским играма.
Тора Бергер је сестра четвпроструког светског првака у скијашком трчању и биатлону Ларса Бергера, који је у Ванкуверу освојио сребро.